# Lago Hui Hui
Lago Hui Hui är en sjö i Argentina.   Den ligger i provinsen Neuquén, i den sydvästra delen av landet, 1 300 km väster om huvudstaden Buenos Aires. Lago Hui Hui ligger 1 040 meter över havet. Arean är 2,7 kvadratkilometer. Den sträcker sig 2,4 kilometer i nord-sydlig riktning, och 3,2 kilometer i öst-västlig riktning.
I omgivningarna runt Lago Hui Hui växer i huvudsak blandskog. Trakten runt Lago Hui Hui är nära nog obefolkad, med mindre än två invånare per kvadratkilometer.